# جاسم حمدونی
جاسم حمدونی (انگلیسی: Jassem Hamdouni؛ زادهٔ ۱۷ دسامبر ۱۹۹۶) بازیکن فوتبال اهل تونس است.
از باشگاه‌هایی که در آن بازی کرده‌است می‌توان به باشگاه فوتبال صفاقسی و باشگاه فوتبال بنزرتی اشاره کرد.
وی همچنین در تیم ملی فوتبال تونس بازی کرده‌است.